# Horváth Zoltán (színművész, 1860–1930)
Horváth Zoltán (Nagyvárad, 1860. augusztus 1. – Budapest, Józsefváros, 1930. augusztus 12.) színész.

## Élete
Horváth János és Kovacsik Karolina gyermekeként született. 1879-ben kezdte színészi pályafutását. 1882-ben végezte el Színiakadémiát, majd 1884. augusztus 1-jén került a Nemzeti Színházhoz, amelynek 1914-ig, nyugdíjba vonulásáig tagja maradt. Éveken át szerelmes és bonviván szerepeket játszott nagy sikerrel. 1888. április 21-én elnyerte a Farkas–Ratkó-díjat. 1888-tól a Színészegyesület tanácsának tagja, 1892-ben pedig alelnöke is volt.
Egyike volt azon neves színészeknek, akik előszeretettel foglalkoztak színészi pályára készülő fiatalokkal és nyitottak magániskolát képzésükre – saját iskoláját az elsők között, 1892. november 1-jén alapította. Itt végzett például Hettyey Aranka, Szilasi Etel, Faragó Ödön, Palágyi Lajos és Parlagi Lajos. Jászai Mari is tanított nála.
Első neje 1884-től 1890-ben bekövetkezett haláláig Márkus Etel drámai színésznő, második felesége 1894-től Bukovich Aranka, harmadik házastársa pedig Mokri Ilona volt.
Halálát tüdőgyulladás okozta.

## Főbb szerepei
- Bálint (Goethe: Faust)
- Orsino (Shakespeare: Vízkereszt)
- Octave (Georges Ohnet: A vasgyáros)
- Béla (Csiky Gergely: Buborékok)